# Swing Kids (филм из 2018)
Swing Kids (корејски: 스윙키즈; РР: Seuwingkijeu) је јужнокорејски музички драмски филм из 2018. у режији и заснован је на корејском мјузиклу Roh Ki-soo. У филму играју Doh Kyung-soo, Park Hye-su, Jared Grimes, Oh Jung-se и Kim Min-ho. Филм је објављен 19. децембра 2018. године.
Swing Kids је приказан на 1. Међународном фестивалу мировног филма у Пјонгчангу 18. августа 2019. године.

## Резиме радње
Радња се одвија у заробљеничком логору Geoje током Корејског рата 1951. године. Ро Ки-соо (Doh Kyung-soo), бунтовни севернокорејски војник, заљубљује се у степ плес након што је упознао Џексона (Jared Grimes), америчког официра и бивша звезда Бродвеја која је добила задатак да оснује плесну компанију. Канг Бјунг-сам (Oh Jung-se) иде на аудицију за компанију у нади да ће пронаћи своју жену, поред Сјао Панга (Kim Min-ho), кинеског војника и рођеног плесача који не може да игра више од једног минута због ангине, и Јанг Пан-рае (Park Hye-su), којој је потребан новац, али каже да нема новца кроз плес.

## Глумци

### Главни
- Doh Kyung-soo као Roh Ki-soo
- Park Hye-su као Yang Pan-rae
- Jared Grimes као Jackson
- Oh Jung-se као Kang Byung-sam
- Kim Min-ho као Xiao Pang

#### Други
- Ross Kettle као Brigadier General Roberts
- A.J. Simmons као Jamie
- Song Jae-ryong као Sam Sik
- Lee Kyu-sung као Man-cheol
- Lee David као Kwang-gook
- Joo Hae-eun као Mae-hwa
- Lee Yool-rim као Hwang Ki-dong
- Kim Dong-geon као Ro Gi-jin
- Park Jin-joo као Linda
- Joo Hae-eun као Mae-hwa (Јапански цвет кајсије)
- Park Hyung-soo као Тумач
- Lee Dong-yong као Black marketeer
- Choi Eun-kyung као Nancy
- Lee Rang-seo као Stacy
- Lim Seo-yeong као Candy
- Kim Eun-joo као Wendy
- Park Ji-eun као Barbara
- Oh Kyeong-hwa као Julia

- Doh Kyung-soo као Roh Ki-soo
- Park Hye-su као Yang Pan-rae
- Jared Grimes као Jackson
- Oh Jung-se као Kang Byung-sam
- Kim Min-ho као Xiao Pang

## Cameo
- Kim Min-jae као синхронизација гласа Ро Ги-јина (Ro Gi-jin).

## Продукција
Режисер Канг Хјеонг-Чол познат је по својим хит филмовима Scandal Makers, Sunny и Swing Kids означава редитељев повратак након три године од режирања његовог хит филма Tazza: The Hidden Card. Снимање Swing Kids почело је 18. октобра 2017. и завршило се 20.фебруара 2018. у Ансеонгу, провинција Гјеонги, Јужна Кореја.

## Издање
Swing Kids је објављен у 23 земље укључујући Америку, Канаду, Аустралију, Сингапур, Малезију, Јапан, Индонезију. Филм је објављен у Хонг Конгу и Макау у јануару 2019. године.
VIP премијера Swing Kids одржана је 6. децембра.

### Промоција
12. новембра 2018, редитељ и главна глумачка екипа Свинг Кидса одржали су конференцију за штампу на којој су разговарали о филму и одговарали на питања новинара.Истог дана одржана је изложба за филм, где су Doh Kyung-soo, Park Hye-su и Oh Jung-se извели део степ плеса заједно са другим професионалцима у степ плесу, а касније су разговарали о филму заједно са режисером Канг Хјеонг-Чол.26. новембра, редитељ и глумци су присуствовали филмском разговору на V Live.
Дана 4. децембра, глумци и редитељ присуствовали су догађају за претпреглед медија за дистрибуцију филма.17. децембра, глумци и редитељ присуствовали су догађају под називом ''Chewing Chat'' у Lotte Cinema World Tower, а такође су одржали сценски поздрав на истом месту. 18. децембра, Doh Kyung-soo, Park Hye-su и Oh Jung-se су отишли у радио емисију Cultwo Show у којој се причало о филму, а касније су одржали још један поздрав на позорници у  CGV Yongsan I-Park Mall. 

## Рецензије

### Критички одговор
На агрегатору рецензија Rotten Tomatoes, филм има оцену одобравања од 63% на основу осам рецензија, са просечном оценом од 6,3/10.
Филм је добио различите критике критичара. Похваљен је продукцијски дизајн и музика филма, уз критике које су упућиване на дуготрајност и структуру филма.Guy Lodge из Variety, написао је о филму: „Пречесто, једноставно се чини као да се два филма боре у једном пространом оквиру, понекад се преклапајући до непријатног ефекта“.
Park Boram из Yonhap News Agency написао је: „Звуци тапкања у филму звучи насупрот ретроспективној музици филма – која укључује "Modern Love" од Дејвид Боувија, Benny Goodman's "Sing Sing Sing," The Beatles' "Free as a Bird," као и популарна песма ''Joy'' корејског ветерана Jung Su-ra iz 1988.— уноси живописну живост у филм, чинећи публику трзавом од забаве током 133 минута трајања филма.“, Park је такође додао да је ''музикалност и Божићна сцена при крају чини продукцију савршеним филским избором за празничну сезону.''  Pierce Conran из Modern Korean Cinema рангирао је филм на 3. место међу 15 најбољих корејских филмова 2018. Конран је написао:'' Swing Kids је без сумње било најбоље позоришно искуство које сам имао целе године. Заразно ритмичан, ово играње у кампу за ратне заробљенике у Кореји плесна екстраваганца ће вас натерати да чезнете за холивудским шоуманством старе школе и да молите за још када завеса падне."

### Благајна
Пре објављивања, Свинг Кидс је био на првом месту у претпродаји, са 70.256 гледалаца и 21,6% стопе резервација.  Филм је заузео друго место у корејским биоскопима међу корејским филмовима, од када је објављен. 25. децембра, Свинг Кидс је почео са продајом седишта и заузео прво место на благајнама, надмашивши Аквамена и Краља дроге за 32% и 56% респективно. Дана 27. децембра, Свинг Кидс је привукао више од милион гледалаца.
У Сједињеним Државама је зарадио 222.001 долара, Јужној Кореји 10.672.098 долара, Аустралији 17.141 долара, а на Новом Зеланду 2.157 долара.

## Филмска музика
| No. | Title                                           | Artist             | Length |
| --- | ----------------------------------------------- | ------------------ | ------ |
| 1.  | "Caldonia"                                      | Louis Jordan       | 2:40   |
| 2.  | "If I Knew You Were Comin' I'd've Baked a Cake" | Eileen Barton      | 2:37   |
| 3.  | "Shout"                                         | The Isley Brothers | 2:15   |
| 4.  | "Hava Nagila" (하바나길라)                      | Rita Kim           | 3:26   |
| 5.  | "Joy" (환희)                                    | Jung Su-ra         | 4:43   |

| No. | Title                                                           | Artist             | Length |
| --- | --------------------------------------------------------------- | ------------------ | ------ |
| 1.  | "Prelude and Fugue in C major, BWV 846" (평균율 1권 1번 다장조) | Bach               |        |
| 2.  | "Modern Love"                                                   | David Bowie        | 3:56   |
| 3.  | "The Christmas Song"                                            | European Jazz Trio | 4:02   |
| 4.  | "Sing Sing Sing"                                                | Benny Goodman      | 5:23   |
| 5.  | "Free as a Bird"                                                | The Beatles        | 4:58   |

## Награде и номинације
| Година | Награда                                           | Категорија                          | Прималац                            | Резултат   | Реф.          |  |
| ------ | ------------------------------------------------- | ----------------------------------- | ----------------------------------- | ---------- | ------------- |  |
| 2018   | 19. Златна Трејлер Награда                        | Најбољи инострани празнични трејлер | Swing Kids                          | Освојена   | [ 19 ]        |  |
| 2019   | 55th Baeksang Arts Awards                         | Најбољи режисер                     | Kang Hyeong-cheol                   | Освојена   |               |  |
| 2019   | 55th Baeksang Arts Awards                         | Најбољи нов глумац                  | Kim Min-ho                          | Номинован  |               |  |
| 2019   | 55th Baeksang Arts Awards                         | Техничка награда                    | Kim Jun-seok (Музика)               | Номинован  |               |  |
| 2019   | 39. Златни Филмски Фестивал                       | Најбоља нова глумица                | Park Hye-su                         | Освојена   | [ 20 ]        |  |
| 2019   | 28th Buil Film Awards                             | Најбоља нова глумица                | Park Hye-su                         | Номинована | [ 21 ]        |  |
| 2019   | 28th Buil Film Awards                             | Популарна награда звезда            | Doh Kyung-soo                       | Освојена   | [ 21 ]        |  |
| 2019   | 39. Награда Корејског Удружења Филмских Критичара | Најбоља филмска музика              | Kim Jun-seok                        | Освојена   | [ 22 ]        |  |
| 2019   | 40. Филмска Награда Плави Змај                    | Најбоља нова глумица                | Park Hye-su                         | Номинована | [ 23 ] [ 24 ] |  |
| 2019   | 40. Филмска Награда Плави Змај                    | Најбољи филм                        | Swing Kids                          | Номинован  | [ 23 ] [ 24 ] |  |
| 2019   | 40. Филмска Награда Плави Змај                    | Најбољи режисер                     | Kang Hyeong-cheol                   | Номинован  | [ 23 ] [ 24 ] |  |
| 2019   | 40. Филмска Награда Плави Змај                    | Најбоља кинематографија-осветљење   | Kim Ji-young, Jo Gyu-young          | Освојена   | [ 23 ] [ 24 ] |  |
| 2019   | 40. Филмска Награда Плави Змај                    | Најбоља монтажа                     | Nam Na-yeong                        | Освојена   | [ 23 ] [ 24 ] |  |
| 2019   | 40. Филмска Награда Плави Змај                    | Најбоља уметничка режија            | Park Il-hyun                        | Номинован  | [ 23 ] [ 24 ] |  |
| 2019   | 40. Филмска Награда Плави Змај                    | Техничка награда                    | Im Seung-hui, Gwon Yu-jin (Костими) | Номинован  | [ 23 ] [ 24 ] |  |
| 2019   | 40. Филмска Награда Плави Змај                    | Најбоља музика                      | Kim Jun-seok                        | Номинован  | [ 23 ] [ 24 ] |  |
| 2020   | 56th Grand Bell Awards                            | Најбоља музика                      | Kim Jun-seok                        | Номинован  |               |  |
| 2020   | 56th Grand Bell Awards                            | Најбољи костимограф                 | Kwon Yujin                          | Номинован  |               |  |